# Élodée du Canada
Elodea canadensis
Espèce
Synonymes
- Anacharis canadensis (Michx.) Planch.
- A. c. var. planchonii (Caspary) Victorin
- Elodea brandegeeae St. John
- Elodea ioensis Wylie
- Elodea linearis (Rydb.) St. John
- Elodea planchonii Caspary
- Philotria canadensis (Michx.) Britt.
- Philotria linearis Rydb.

Classification phylogénétique
L’élodée du Canada ou peste-d'eau (Elodea canadensis) est une espèce de plantes à fleurs monocotylédones de la famille des Hydrocharitaceae. C'est une plante aquatique originaire d’Amérique du Nord. Elle est couramment citée et utilisée comme plante d'aquarium pour sa forte capacité à oxygéner l'eau et de laboratoire car elle est facile à dupliquer et étudier. Introduite en Europe depuis le milieu du XIXe siècle, elle y est considérée comme une plante envahissante (Europe occidentale et Europe du Nord), cependant son expansion est stabilisée depuis le milieu du XXe siècle du fait de l'introduction d'une espèce concurrente, Elodea nutallii.

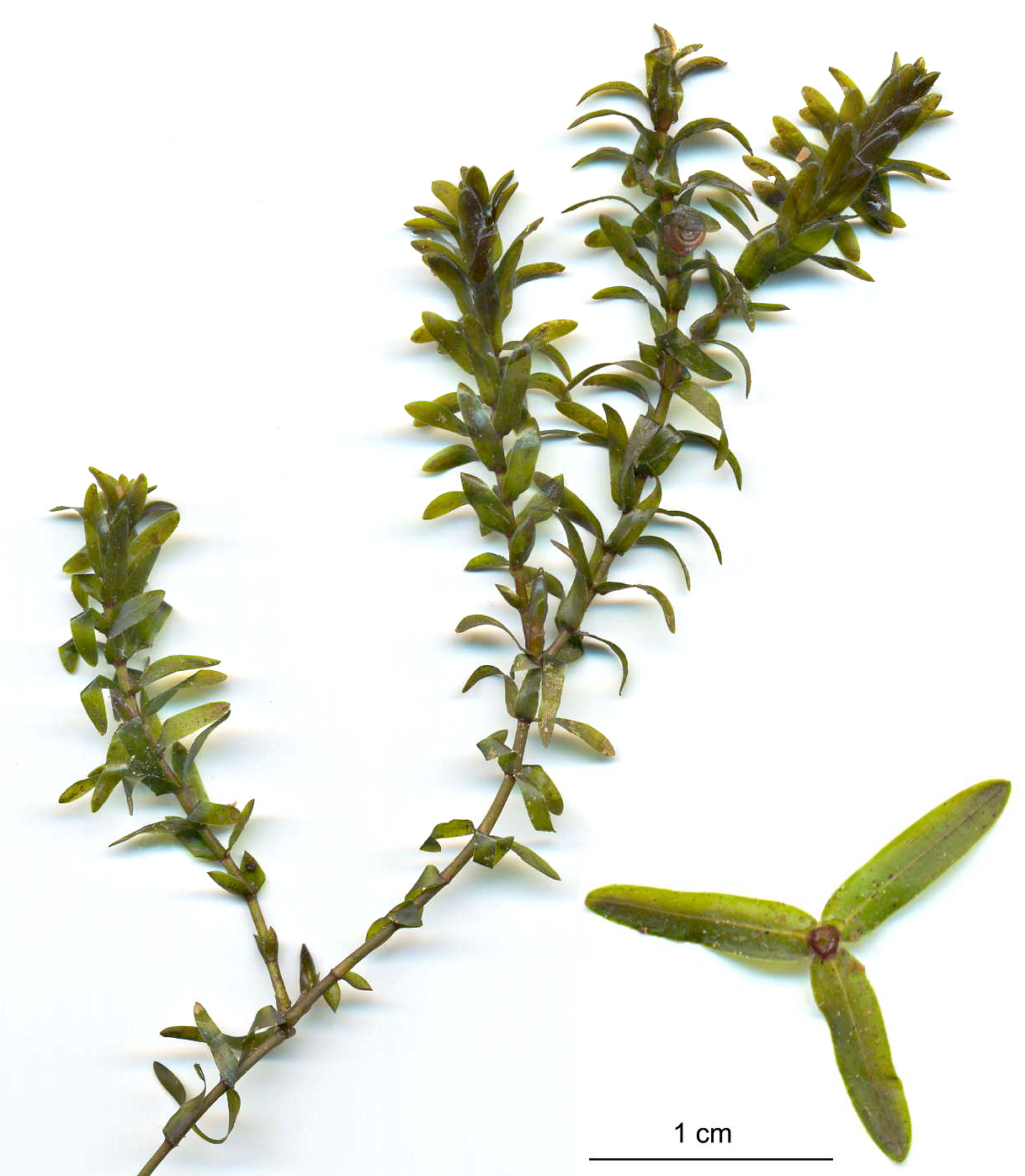
Élodée du Canada
(rem : les élodées sont caractérisées par des feuilles opposées par trois sur chaque segment de tige, alors que les plantes apparentées ont quatre feuilles ou plus).

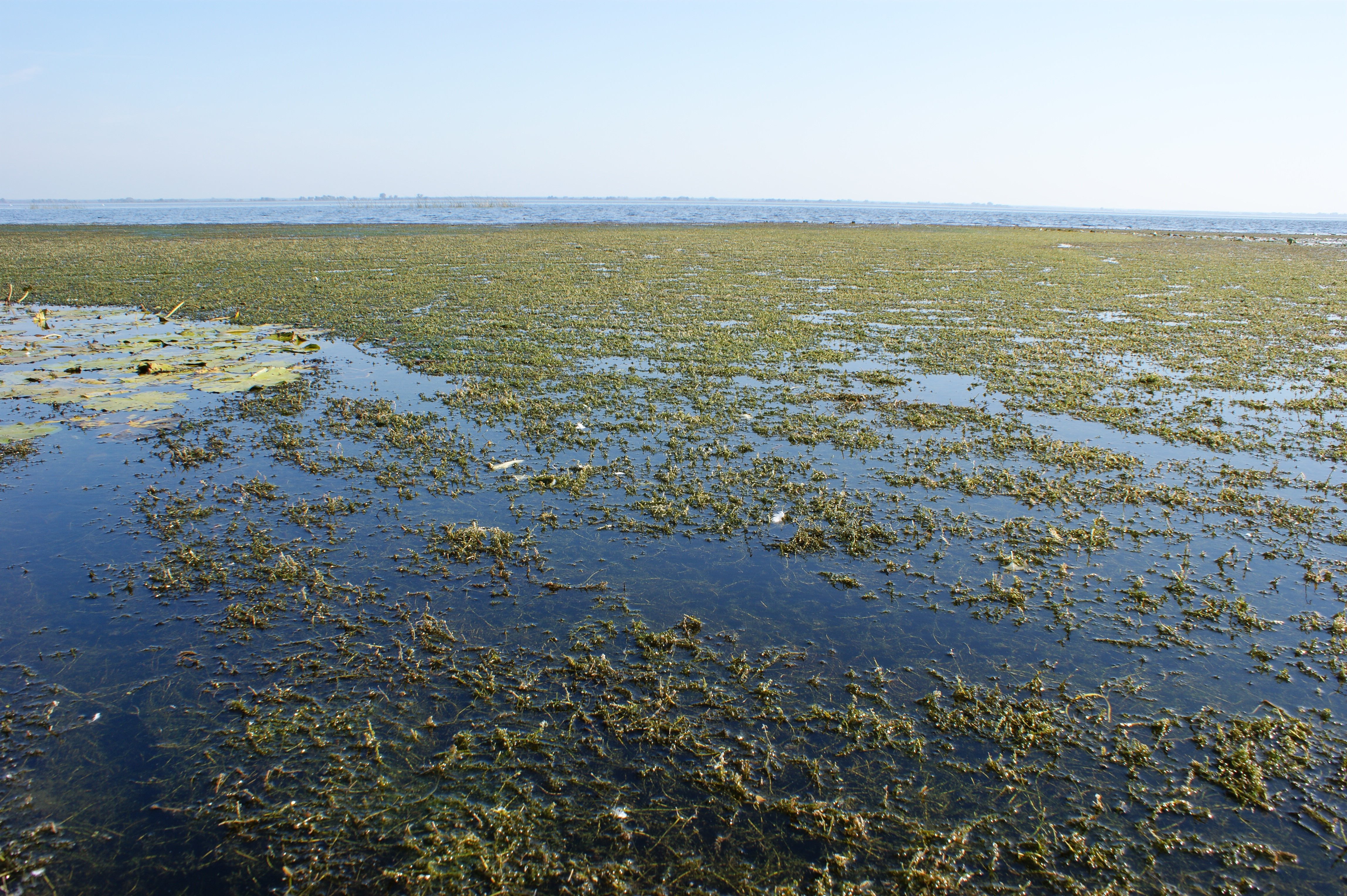
L'élodée dans un lac polonais.

## Étymologie
Le terme « élodée » a été forgé sur le grec helôdês, « des marais ».

## Description
C’est une plante aquatique vivace. Elle est complètement immergée, à l’exception des petites fleurs blanches qui éclosent à la surface de l’eau, reliées à la plante par un fin pédoncule. C’est une espèce dioïque, c’est-à-dire à sexes séparés. En Europe, il n’existe que des pieds femelles.
Les tiges grêles (et longues de plusieurs mètres parfois) sont munies de feuilles verticillées par trois. 
Les feuilles sont petites, sessiles, minces (2 à 3 mm de large), de couleur vert foncé, plus pâles à leur face inférieure. 
Elles produisent des bourgeons terminaux qui hivernent au fond de l’eau et produisent de nouvelles tiges au printemps.
Les fleurs de couleur blanche, petites (5 mm de diamètre), comptent trois pétales et trois sépales identiques.
La voie végétative est le mode de reproduction le plus important de cette plante, la reproduction par graine ne jouant qu’un rôle mineur.

## Distribution
Cette espèce est originaire d’Amérique du Nord : Canada (du Nouveau-Brunswick à la Colombie-Britannique), États-Unis (notamment dans le nord-est : Connecticut, Maine, Massachusetts, New Jersey, etc., dans le centre, ainsi que dans le sud-ouest (Californie...).
Elle s’est largement naturalisée en Amérique centrale et en Amérique du Sud, en Europe (introduite vers 1836 en Irlande, puis dans le reste de l'Europe, en Afrique, en Asie, en Australasie ainsi que dans les îles Hawaii.
Du fait de sa croissance végétative  (reproduction asexuée), l'élodée a rapidement colonisé toutes les eaux d'Europe après son introduction sur le continent en 1836 en Irlande  (c'était un pied femelle).

## Risques de confusion
Les élodées peuvent être confondues avec :
- les plantes de la famille Hydrillae (Hydrocharitaceae)[2].
- du genre Egeria

## Caractère envahissant
L’introduction de cette plante dans les cours d’eau d'Europe et d'autres parties du monde, suivie de celle de l'élodée de Nuttall et d'autres, a créé certains problèmes du fait de la prolifération incontrôlable des élodées, qui peuvent en outre créer une augmentation du pH lorsqu’elles sont en surnombre, provoquant parfois des alcaloses fatales chez les poissons à partir d’un pH de 9. 
On est donc ainsi passé d'une dissémination volontaire dans les aquariums (éthélochorie) à une dissémination incontrôlée (agochorie). 

## Effets des invasions
L'étude de proliférations récentes dans des milieux récemment conquis par l'espèce (dans le lac Steinsfjord en Norvège par exemple où l'espèce a été suivie de 1978 (date de son apparition dans le lac) à 2004, montre un impact significatif de cette espèce sur la diversité biologique, des macrophytes en particulier.
Dans ce cas (lac aux eaux claires) le pic d'invasion s'est manifesté après 6 ans. Les herbiers d'élodée sont en moyenne à 3-4 m de profondeur, mais tendent à remonter près de la surface de 1984 à 2004 ; si la richesse spécifique végétale (nombre d'espèces végétales du lac) n'a pas significativement changé depuis la première étude du lac (1936-1938), la composition des associations d'espèces a elle fortement évolué : en 1936-1938 la communauté était largement diversifiée. Elle a ensuite été dominée par Najas flexilis en 1979-80 et moins diversifiée puis nettement dominée par E. canadensis en 2004, avec secondairement Potamogeton berchtoldii et Myriophyllum alterniflorum (subdominants dans tout le lac). 
Quelles qu'aient été leurs abondances respectives au début de l'invasion de E. canadensis, les taxons dont la profondeur moyenne de couverture chevauchait en 1979-80 celle d' E. canadensis ont considérablement réduit leur abondance en 2004, se déplaçant vers des eaux plus profondes, ou vers des eaux moins profondes, ou disparaissant totalement des stations d'échantillonnage dans ce laps de temps. Selon les auteurs de l'étude, E. canadensis peut être la raison de la diminution de N. flexilis, par compétition, probablement par l'épuisement du CO2 de la colonne d'eau en saison de croissance et par la réduction des nutriments dans le sédiment du lac. Les capacités de survie et de développement de M. alterniflorum en eaux peu profondes du lac Steinsfjord pourrait expliquer l'augmentation de la présence de cette espèce dans les eaux peu profondes de ce lac.

## Utilisation
- Plante d’aquarium.
- En cuisine.
- Feuilles utilisées couramment en biologie pour observer la simplicité d’organisation cellulaire.